# The Angriest Man in Brooklyn
The Angriest Man in Brooklyn ist ein US-amerikanisches Drama des Regisseurs Phil Alden Robinson aus dem Jahr 2014. Die Hauptrollen spielen Robin Williams, Mila Kunis, Peter Dinklage und Melissa Leo.

## Handlung
Henry Altmann steckt in Brooklyn auf dem Weg zu einem Arzttermin im Verkehr fest. Sein Wagen wird auf einer Kreuzung von einem Taxi angefahren, was ihn in Wut versetzt, die er an dem Taxifahrer auslässt. Sein Ärger ebbt auch im Krankenhaus nicht ab, denn der Arzt, von dem er wegen seiner ständigen Kopfschmerzen untersucht werden wollte, lässt sich von der jungen Dr. Sharon Gill vertreten. Dr. Gill wertet das Ergebnis der durchgeführten Gehirnscans aus, die ein Gehirnaneurysma erkennen lassen. Sie informiert Altmann darüber, dass seine Aussichten nicht sehr gut stehen würden, was ihn erneut in Wut versetzt. Er beleidigt die Ärztin und fordert sie auf, ihm zu sagen, wie lange er noch zu leben hätte. Sie versucht, der Frage auszuweichen, aber Henry ist hartnäckig. Leicht genervt erblickt Sharon das Kochrezept einer Zeitschrift mit der Aufschrift „90 Minuten“, weshalb sie ihm schließlich die 90 Minuten als verbleibende Lebenszeit in Aussicht stellt. Henry verlässt daraufhin wütend das Krankenhaus. Die Ärztin erkennt schon bald
die möglichen Konsequenzen ihres unprofessionellen Handelns, die von einer Entlassung bis hin zum Verlust ihrer ärztlichen Zulassung reichen könnte. Sie hätte den Patienten keinesfalls gehen lassen dürfen, sondern mit der sofortigen Behandlung beginnen müssen. Sie beschließt, Altmann zu suchen, um ihn zurück ins Krankenhaus zu bringen.
Henry kommt inzwischen in der Familienkanzlei Altmann an und stürmt in einen Mandantentermin mit seinem Bruder, dem Rechtsanwalt Aaron. Er fragt ihn, was er rein hypothetisch einem Klienten raten würde, der nur noch neunzig Minuten zu leben hätte. Er erhält die Antwort, dass er ein letztes Mal mit seiner Frau schlafen sollte. Henry beschließt, dies zu tun, allerdings hat er sich mit seiner Frau Bette schon seit längerem auseinandergelebt. Zudem muss er erschrocken feststellen, dass sie eine Affäre mit ihrem Nachbarn hat. Während Henry etwas ratlos ist, erfährt Sharon, dass Henrys Gesundheitszustand derart ernst ist, dass er möglicherweise jeden Moment sterben könnte, wenn das Aneurysma reißen sollte.
Sharon trifft in der Kanzlei ein, wo sie Aaron über die Diagnose seines Bruders informiert. Sie erfährt, dass Henry einst ein freundlicher, glücklicher Mann war, aber nach dem Tod seines Sohnes Peter vor zwei Jahren immer verbitterter wurde. Währenddessen macht Henry den erfolglosen Versuch, eine letzte Party mit seinen ehemaligen Mitschülern zu organisieren. Doch es erscheint lediglich der verhasste Schüler Bix und die Begegnung mit ihm endet in einem Eklat. Auch versucht Henry seinen zweiten Sohn Tommy anzurufen, zu dem er den Kontakt abgebrochen hatte, als Tommy entschied professioneller Tänzer zu werden, wofür Henry kein Verständnis hatte, aber sein Sohn nimmt den Anruf nicht an. Er kauft in seiner Eile eine Kamera, trifft dort jedoch auf einen stotternden Verkäufer, was ihn unnötige Zeit kostet und ihn erneut in Rage bringt. Mit der Kamera lässt er sich von einem Obdachlosen aufnehmen, um Tommy zu sagen, dass er ihn liebe. Doch mitten in der Aufnahme gerät er wiederum in Wut und wird dabei ohnmächtig. Als Henry wieder zu sich kommt, geht er zur Brooklyn Bridge, um sich ins Wasser zu stürzen. Sharon findet ihn dort und entschuldigt sich für ihr Verhalten im Krankenhaus. Sie gibt zu, einen Fehler begangen zu haben und dass sie keine Ahnung hätte, wann er sterben könnte. Sharon bittet ihn, nicht zu springen und sagt ihm, dass ihre Karriere – und damit auch ihr Leben – vorbei sein wird, wenn er es tun würde. Henry springt dennoch von der Brücke und Sharon rennt zum Fluss hinunter, geht ins Wasser und rettet ihn ans Ufer. Henry erkennt, dass er eine zweite Chance erhalten hat, und bittet Sharon, ihm zu helfen, die Probleme mit seiner Familie einzurenken. Er schaut auf die Uhr und sieht, dass er nur noch neunzehn Minuten hat. Sharon besorgt ein Taxi, das von demselben Taxifahrer gefahren wird, mit dem Henry an diesem Morgen den Unfall hatte. Der Taxifahrer und Henry fangen an zu streiten, aber Sharon geht mit einer Flasche Pfefferspray dazwischen.
Sie fahren zur Brooklyn Dancing Academy, wo Henry seinen Sohn Tommy allein sitzen sieht. Sie fangen an zu tanzen, genau wie damals, als Tommy ein kleiner Junge war. Henry sagt Sharon, dass er gar nicht wissen will, wann er sterben wird. Er möchte nur wieder ein verträglicher Mensch werden und mit seiner Familie glücklich leben. Henry geht ins Krankenhaus und lebt noch acht Tage, die er dafür nutzt, besondere Momente und Erinnerungen mit seiner Familie zu teilen. Ein Jahr später, nachdem Henry gestorben ist, sitzen Bette, Tommy, Aaron und Sharon zusammen auf einer Fähre, wo sie Henrys Asche über dem East River verteilen. Der Kapitän des Kreuzfahrtschiffes sagt ihnen, dass das Verteilen von Asche im East River illegal sei, die jedoch beschimpfen ihn – zu Henrys Ehren.

## Hintergrund
Der Film ist ein Remake des israelischen Films Die 92 Minuten des Herrn Baum aus dem Jahr 1997, geschrieben und unter der Regie von Assi Dayan.
Es ist der letzte Film mit Robin Williams, der zu seinen Lebzeiten veröffentlicht wurde.

## Kritik
Das Lexikon des internationalen Films nannte den Film eine „Unausgegorene Mischung aus schriller Komik und aufdringlich sentimentaler Melodramatik. Durchweg unglücklich besetzt, bleiben die Figuren leblos und unsympathisch.“
Peter Osteried wertet für kino-zeit.de: „Dies mag nicht Robin Williams‘ bester Film sein, aber es ist eine Rolle, die ihm wie auf den Leib geschneidert ist. Der Erzählfluss ist nicht immer frei von Stolpersteinen, die Anschlüsse sind bisweilen ein bisschen holprig, […] Aber unterm Strich bleibt der Film eine sehenswerte Mixtur aus Drama und Komödie.“ „Der Humor unterminiert nicht die Ernsthaftigkeit der Geschichte. Er bereichert sie, weil so vieles im Leben auch seine komischen Seiten hat.“
Beim Lite-Magazin urteilte Redakteur Martin Sowa: „Mit einer prominenten Besetzung gelingt Regisseur Phil Alden Robinson mit ‚The angriest Man in Brooklyn‘ eine kurzweilige Komödie. […] Der eigentlich tragische Teil der Handlung [rückt] über weite Strecken in den Hintergrund und“ „die Kommentare aus dem Off nehmen der Geschichte immer wieder das Tempo, das für die Erzählung von Henrys Kampf gegen die Zeit natürlich relativ wichtig ist.“ allerdings „sind einzelne Kapitel wie Henrys Besuch im Gebrauchtwarenladen viel zu nervig, um noch als komisch durchzugehen.“
Cinema.de urteilte: „Ein lieblos inszeniertes Satire-Remake, bei dem man dem späteren Selbstmörder Williams beim Suizidversuch zuschauen soll.“
Oliver Armknecht von film-rezensionen.de schrieb: „So richtig genutzt wird das komische Talent von Robin Williams in einer seiner letzten Filme nicht, zusammenpassen will hier auch nicht alles. Und doch ist ‚The Angriest Man in Brooklyn‘ eine nette Tragikomödie mit einigen rührenden Szenen und einer immer wieder gültigen Moral.“
Kino.de meinte: „Robin Williams wütet sich tragisch-ironischerweise als jähzorniger Todeskandidat durch Brooklyn, scheitert aber ehrenwert beim Versuch, seinem holzschnittartig gezeichneten Charakter liebenswertes Leben einzuhauchen. Mila Kunis kommt von der Sitcom, und das merkt man, aber das könnte man auch von Mork vom Ork sagen. [Sie] balanciert etwas unentschlossen zwischen Melo und Comedy [und] trifft nicht immer den richtigen Ton.“